# Souraïde
Souraïde település Franciaországban, Pyrénées-Atlantiques megyében. Lakosainak száma 1489 fő (2022. január 1.). Souraïde Ainhoa, Espelette, Saint-Pée-sur-Nivelle és Ustaritz községekkel határos.

## Népesség
A település népessége az elmúlt években az alábbi módon változott:
| Lakosok száma | 1351 | 1392 | 1424 | 1400 | 1407 | 1497 | 1523 | 1506 | 1489 |
|               | 2013 | 2015 | 2016 | 2017 | 2018 | 2019 | 2020 | 2021 | 2022 |